# Новая Бахметьевка
Новая Бахметьевка — село в Жирновском районе Волгоградской области, в составе Александровского сельского поселения.
Население — 92 (2010)

## История
Дата основания не установлена. Впервые отмечено на карте Российской империи 1816 года. По состоянию на 1910 год село относилось к Александровской волости Аткарского уезда Саратовской губернии. Согласно Списку населённых мест Аткарского уезда 1914 года (по сведениям за 1911 год) Новую Бахметьевку (она же село Воскресенское) населяли бывшие помещичьи крестьяне Бахметьева, великороссы, всего 225 мужчины и 230 женщин. В селе имелись церковь и церковная школа
С 1928 года — в составе Руднянского района Камышинского округа (округ упразднён в 1930 году) Нижне-Волжского края. С 1935 года в составе Лемешкинского района Сталинградского края (с 1936 года — Сталинградской области, с 1954 по 1957 год — в составе Балашовской области). В 1959 году в связи с упразднением Лемешкинского района передано в состав Жирновского района

## Физико-географическая характеристика
Село вытянуто в один ряд вдоль правого высокого берега реки Медведицы. Рельеф местности холмисто-равнинный, развита овражно-балочная сеть. Село расположено на высоте около 120 метров над уровнем моря. Почвы — чернозёмы обыкновенные.
Автомобильной дорогой связано с селом Александровка (8 км). По автомобильным дорогам расстояние до областного центра города Волгограда составляет 330 км, до районного центра города Жирновск — 17 км.
Часовой пояс
Новая Бахметьевка, как и вся Волгоградская область, находится в часовой зоне МСК (московское время). Смещение применяемого времени относительно UTC составляет +3:00.

## Население
Динамика численности населения
| 1911 | 1987 | 2002 |
| ---- | ---- | ---- |
| 455  | ≈140 | 103  |

| 2010 |
| ---- |
| 92   |

### Известные жители
- Костерин, Алексей Евграфович (1896—1968) — участник Гражданской войны, писатель, диссидент.
- Петухов, Николай Михайлович (1912—1967) — артиллерист Великой Отечественной войны, полный кавалер ордена Славы.